# Denis Pongrácz
Denis Pongrácz  szlovák genealógus, heraldikus.

## Élete
Pozsonyi szlovák heraldikus, genealógus. A szlovákiai nemesi családok történetével foglalkozik.

## Művei
- 2000 Šľachta Trenčianskej stolice F. Fedrmayer tex., D. Pongrácz il.
- 2002 Fuggerovci - Priekopníci podnikania v Európe. Dimenzie 2/6, 42-43.
- 2002 Pálffyovci - Opora Habsburgovcov v Uhorsku. Dimenzie 2/11, 44-45.
- 2003 História rodu Trstenský z Trstenej. Bratislava.
- 2004 Šľachta Bratislavskej stolice. (társszerző Radoslav Ragač - Strešňák Gábor - Tomáš Tandlich; 2008 Pozsony vármegye nemes családjai. Debrecen)
- 2007 Koče, vozy, bričky - dopravné prostriedky minulosti. História 7/3, 55-57.
- 2010 Maľované truhly v Trstenej. Pamiatky a múzeá 4/2010.
- 2017 Az Esterházy család tagjainak címei és tisztségei / Tituly a funkcie príslušníkov rodu Esterházy. In: Az Esterházyak fraknói ifjabb ága / Mladšia fraknovská línia Esterházyovcov. Senec, 180-189.
- 2017 A lovak és a hintók mint a magyarországi főúri reprezentáció specifikus típusa az Esterházyak példáján / Kone a kočiare ako špecifický typ reprezentácie uhorskej aristokracie na príklade Esterházyovcov. In: Az Esterházyak fraknói ifjabb ága / Mladšia fraknovská línia Esterházyovcov. Senec, 290-309.
- 2019 Atlas osobných pečatí I. Bratislava ISBN 9788057011941.